# Learco Saporito
Learco Saporito (Scafati, 17 ottobre 1936 – Roma, 30 aprile 2016) è stato un politico italiano.

## Biografia

### Attività politica

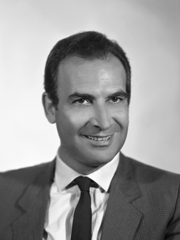
Learco Saporito nel 1979

Nella primavera 1979 è candidato al Senato della Repubblica nelle liste della Democrazia Cristiana, inizialmente non viene eletto, ma subentra a Palazzo Madama nell'ottobre successivo, dopo la morte di Marino Carboni.
Viene rieletto alle elezioni politiche nel 1983, nel 1987 e nel 1992, restando in carica fino al 1994. È nominato sottosegretario alla Ricerca Scientifica e Università per tutta la legislatura nel Governo Goria e nel Governo De Mita. Successivamente aderisce ad Alleanza Nazionale e diviene presidente dell'ANFE (associazione nazionale famiglie emigrati). Nel 1999 è assessore ai Servizi sociali alla Provincia di Roma, guidata da Silvano Moffa.
Alle elezioni politiche del 2001 viene rieletto al Senato della Repubblica nel collegio uninominale di Civitavecchia per la Casa delle Libertà, in quota Alleanza Nazionale. È nominato Sottosegretario di Stato alla Pubblica Amministrazione nel secondo e terzo governo Berlusconi.
Alle elezioni politiche del 2006 è nuovamente eletto senatore, nella lista di Alleanza Nazionale in Umbria.
Non è ricandidato in Parlamento alle elezioni politiche del 2008.
Nell'aprile 2009 viene eletto Membro Laico del Consiglio di presidenza della giustizia amministrativa (organo di autogoverno del Tar e del Consiglio di Stato).
Nel 2011 aderisce a Futuro e Libertà, il partito fondato dall'ex presidente della Camera, Gianfranco Fini. In seguito è nominato responsabile nazionale del partito per la Pubblica amministrazione.

## Attività professionale
È stato presidente onorario dell'ANFE. e dell'Associazione Forum Pubblici Dipendenti.
Dal 2006 al 2013 è stato professore a contratto presso l'Università degli Studi Niccolò Cusano.